# 루제로 데오다토

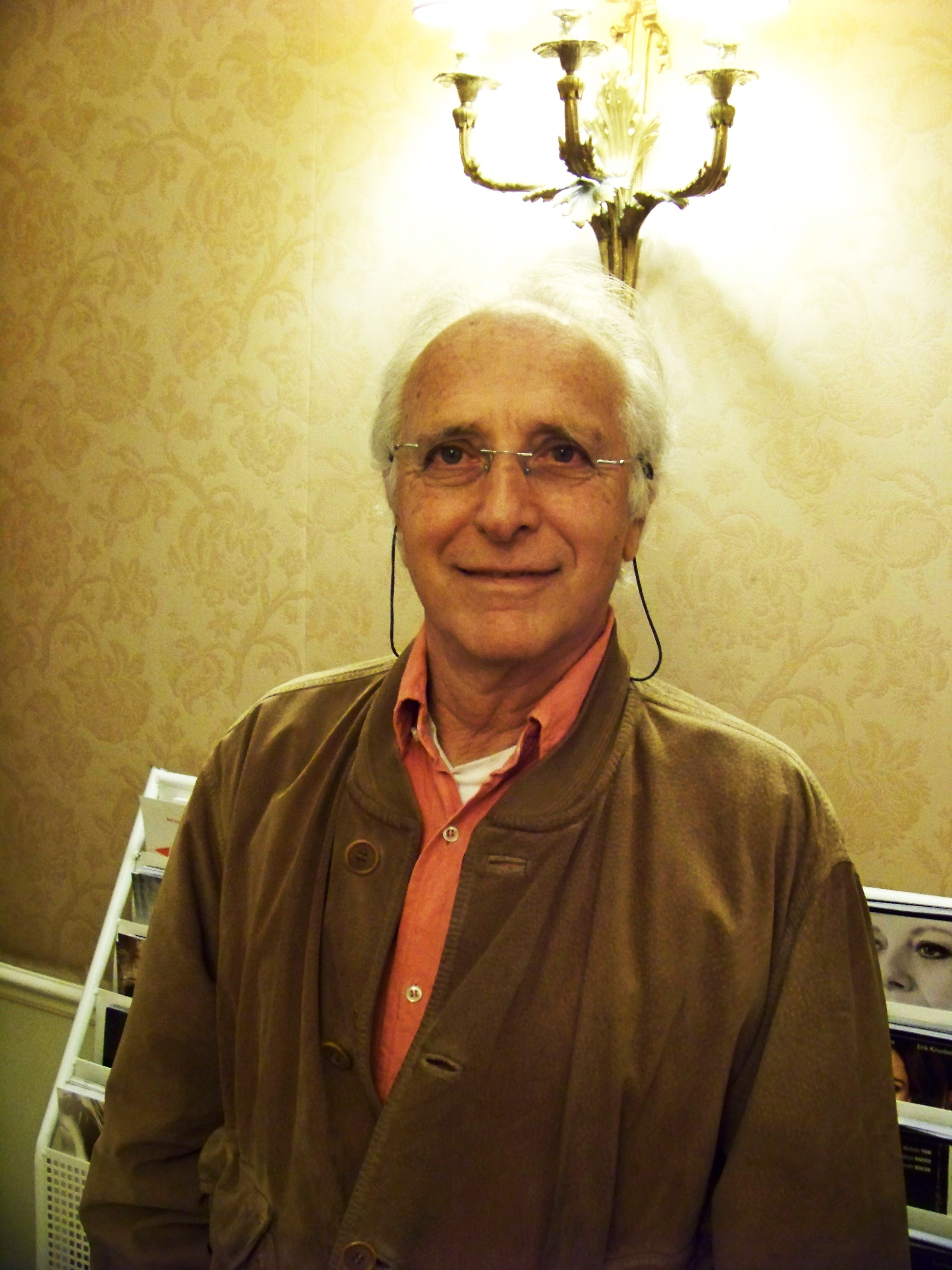
루제로 데오다토

루제로 데오다토(이탈리아어: Ruggero Deodato, 1939년 5월 7일 ~ 2022년 12월 29일)는 이탈리아의 영화 감독이다.